# Anthony Lawrence
Anthony Lawrence II (St. Petersburg, 5 settembre 1996) è un cestista statunitense.